# Erpr lútandi
Erpr lútandi fue un escaldo del siglo IX en la corte de los reyes vikingos Eysteinn Beli y Björn II de Suecia, según Skáldatal.
Skáldatal menciona que Erpr cometió un asesinato en un lugar considerado un santuario, un crimen cuyo castigo era la pena de muerte. El escaldo salvo su vida componiendo un drápa sobre el rey Can (Saurr konungshundr).
Landnámabók (libro de los asentamientos) aporta el dato que tuvo una hija llamada Lopthœna que casó con Bragi Boddason, otro poeta de Eysteinn Beli. Lopthœna y Bragi fueron ancestros de Gunnlaugr Ormstunga.